# Cultura de Polada

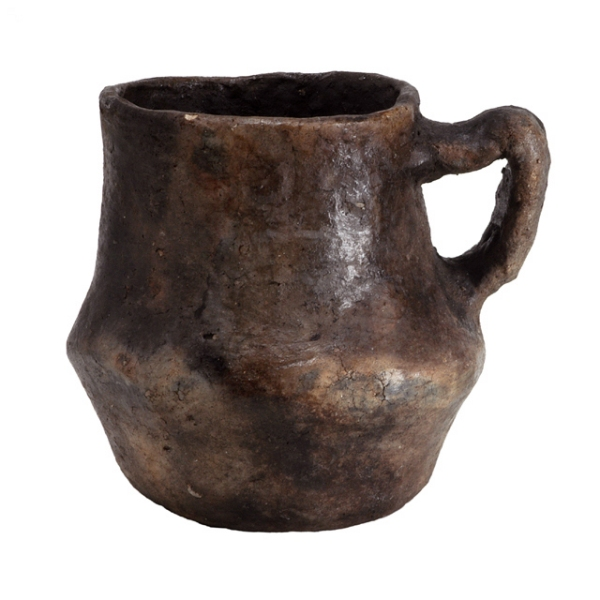
Cerámica.

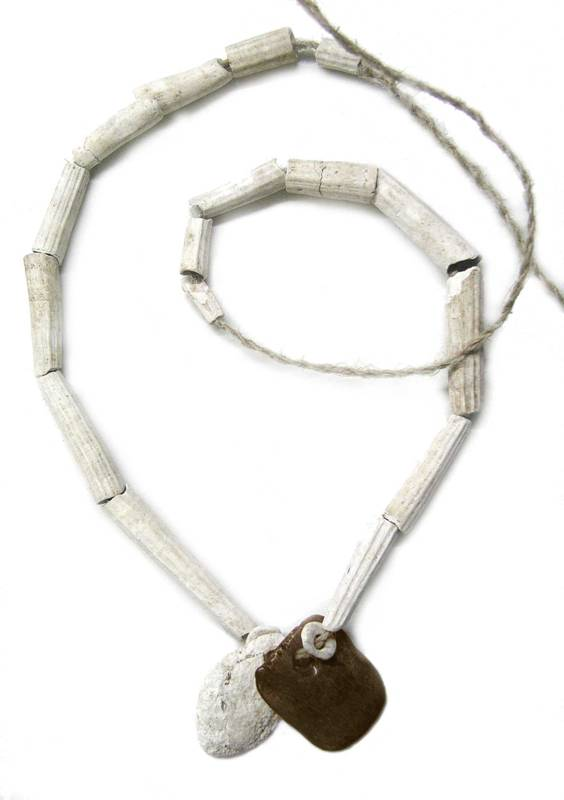
Collar.

Cultura de Polada es la denominación historiográfica de una cultura del Bronce Antiguo difundida por la mayor parte de la Italia septentrional (actuales Lombardía, Trentino y Véneto), datable aproximadamente entre el 2200 y el 1600 a. C.)
Se denomina por la localidad de Polada (comune de Lonato del Garda, cerca del lago de Garda, en Brescia), donde se hallaron entre los años 1870 y 1875 los primeros testimonios de esta cultura, como consecuencia de las labores de explotación de una turbera.
Otros yacimientos importantes se encontraron en el área de Mantua, entre los lagos de Garda y lago de Pusiano.

## Asentamientos

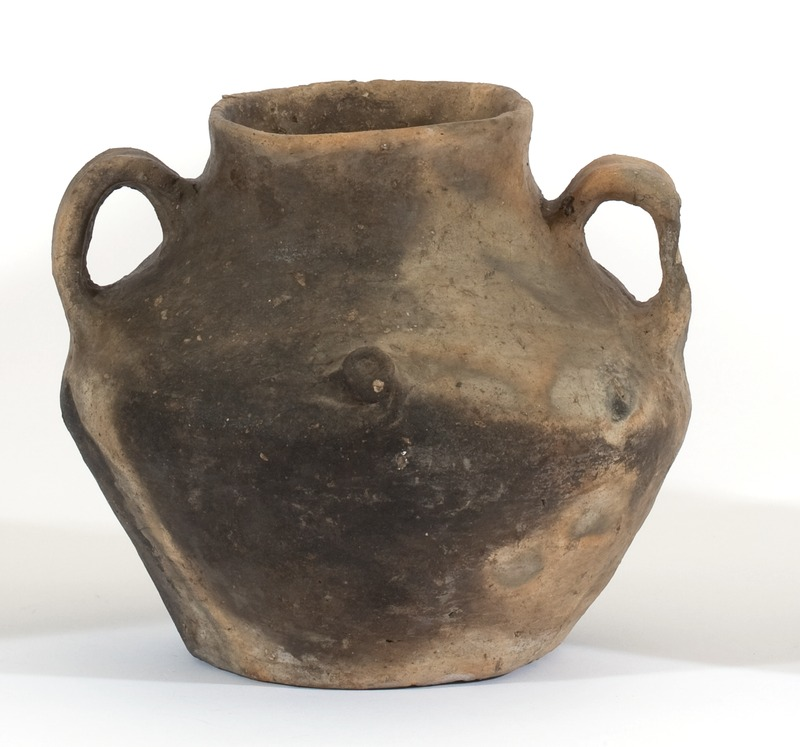
Ceramica

En la zona palúdica inter-morrénica se construyeron palafitos denominados "bonifiche" ("bonifica" es la denominación de un palafito apoyado en troncos clavados en el limo para consolidarlo, y que no sobrepasan el nivel del agua, a diferencia de los verdaderos palafitos "aéreos") de troncos horizontales, dispuestos en una plataforma estratificada o cassonata. Cada aldea tenía una extensión reducida, cerca de una hectárea, y una población entre los 200 y los 300 individuios.

## Economía
La economía se basaba en la ganadería, la caza, la agricultura, la pesca y la recolección a gran escala de fruta del bosque.
En un yacimiento perteneciente a esta cultura, en las cercanías de Solferino, se han encontrado las evidencias de domesticación del caballo en la península itálica.

## Cultura material
Tiene algunos puntos en común con la precedente cultura del vaso campaniforme, como el uso del arco y una cierta maestría en la metallurgia.
Aunque la cerámica es todavía rudimentaria, las demás actividades se desarrollan: industria lítica, tallas en hueso y cuerno, madera y metales. Los instrumentos y las armas de bronce muestran similitudes con los de la cultura de Unetice y otros grupos al norte de los Alpes.